# Portrait de la duchesse d'Osuna
 (janvier 2025).
Le portrait de la duchesse d'Osuna  (1785) est une huile sur toile de Francisco de Goya conservée dans une collection particulière. 

## Contexte
María Josefa de la Soledad (Madrid, 1752 - 1834), était comtesse et duchesse de Benavente, entre autres titres.
C'était une femme de la haute noblesse espagnole qui dédia sa vie à la protection des arts et de la culture, trait qu'elle acquit dès son enfance. Elle se maria au duc d'Osuna, qui recevait toute la crème du monde artistique et intellectuel madrilène de cette fin de XVIIIe siècle marquée par le mouvement des Lumières et dont faisait, évidemment, partie Francisco de Goya.

## Analyse
La duchesse est représentée à l'âge de 33 ans, vêtue à la mode française. Elle porte une robe bleue ornée d'un nœud qui met en valeur sa poitrine. Le chapeau à nœuds et à plumes est inspirée de la mode impulsée par Marie-Antoinette.
Comme il le fit souvent par la suite, Goya met ici en valeur le caractère de ses personnages. On lit sur le visage et dans le regard vif de la duchesse l'intelligence d'une femme cultivée et sûre d'elle.